# ۸۹۰ (میلادی)
۸۹۰ (میلادی) هشتصد و نودمین سال تقویم میلادی است.

## درگذشتگان
‎